# Aydın (provincie)
Aydın is een provincie in Turkije. De provincie is 7922 km² groot en heeft 950.757 inwoners (2000). De hoofdstad is Aydın.

## Bestuurlijke indeling

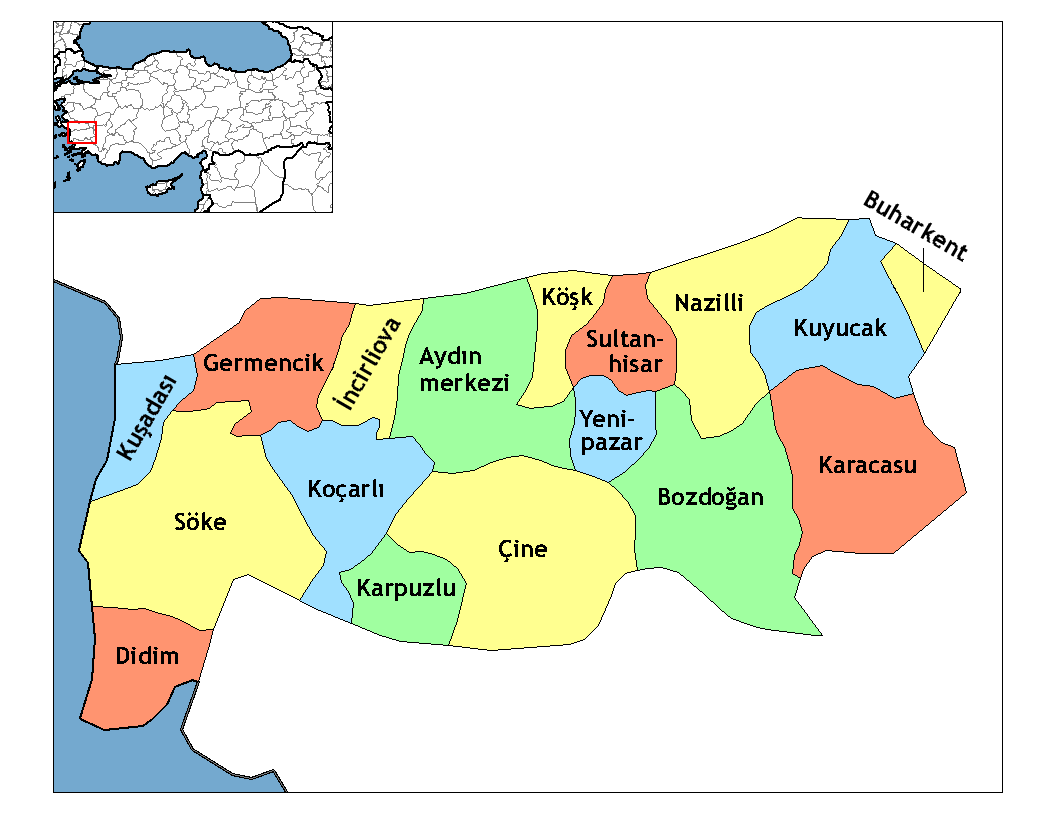
Districten van Aydın

### Districten
De provincie bestaat uit de volgende 17 districten:
| - Aydın - Bozdoğan - Buharkent - Çine - Didim - Germencik | - Incirliova - Karacasu - Karpuzlu - Koçarlı - Köşk - Kuşadası | - Kuyucak - Nazilli - Söke - Sultanhisar - Yenipazar |

## Galerij

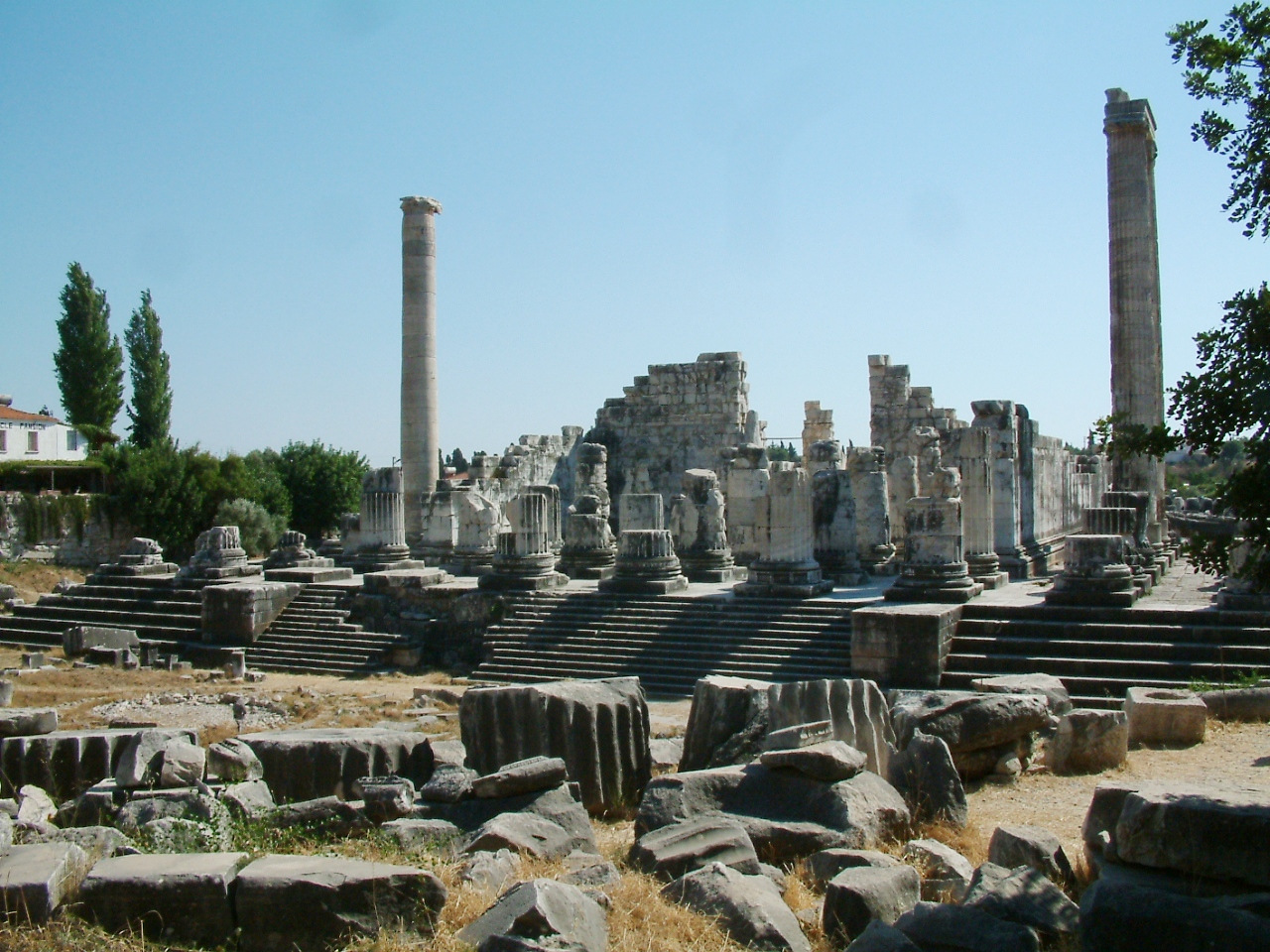
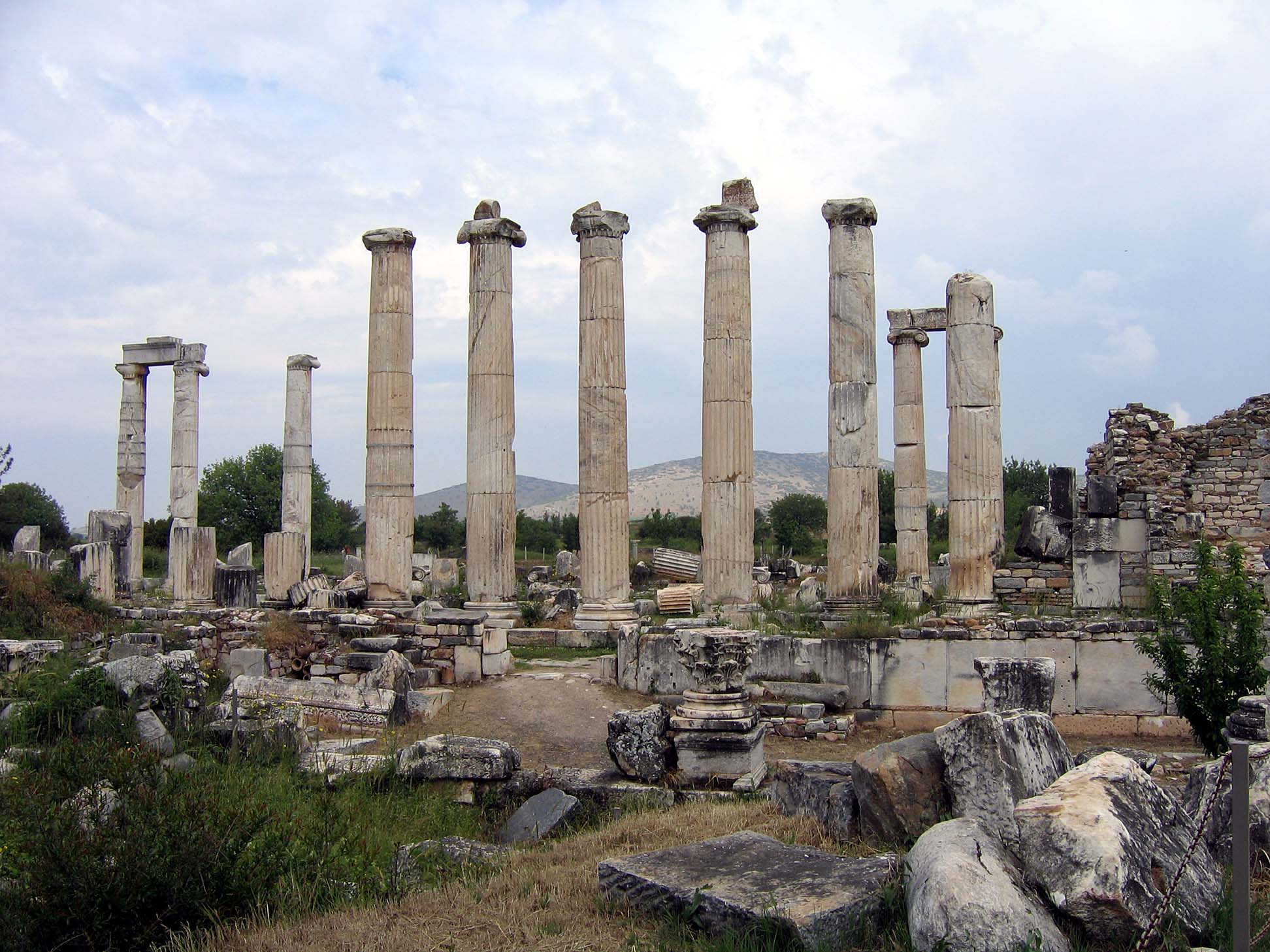
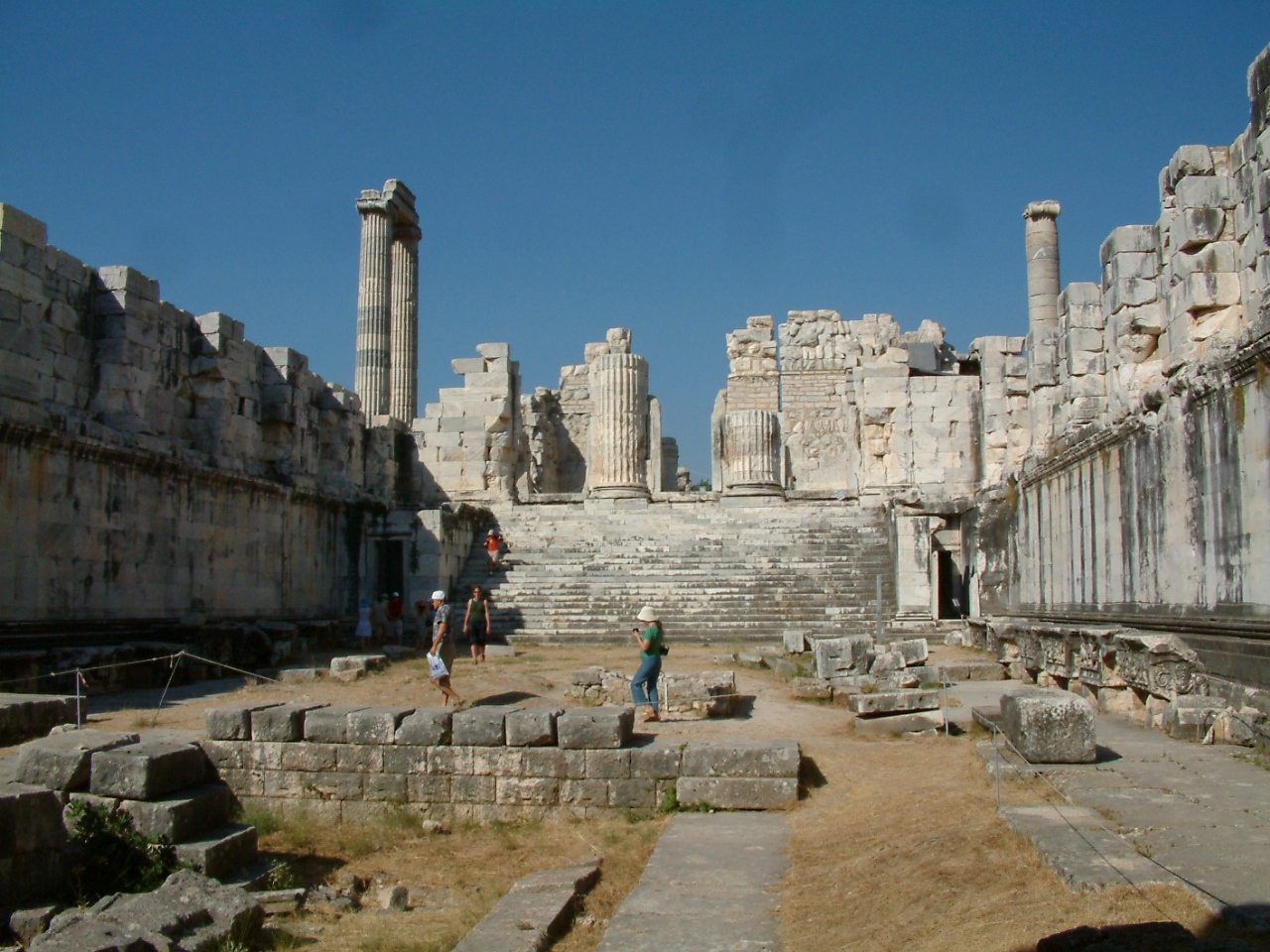
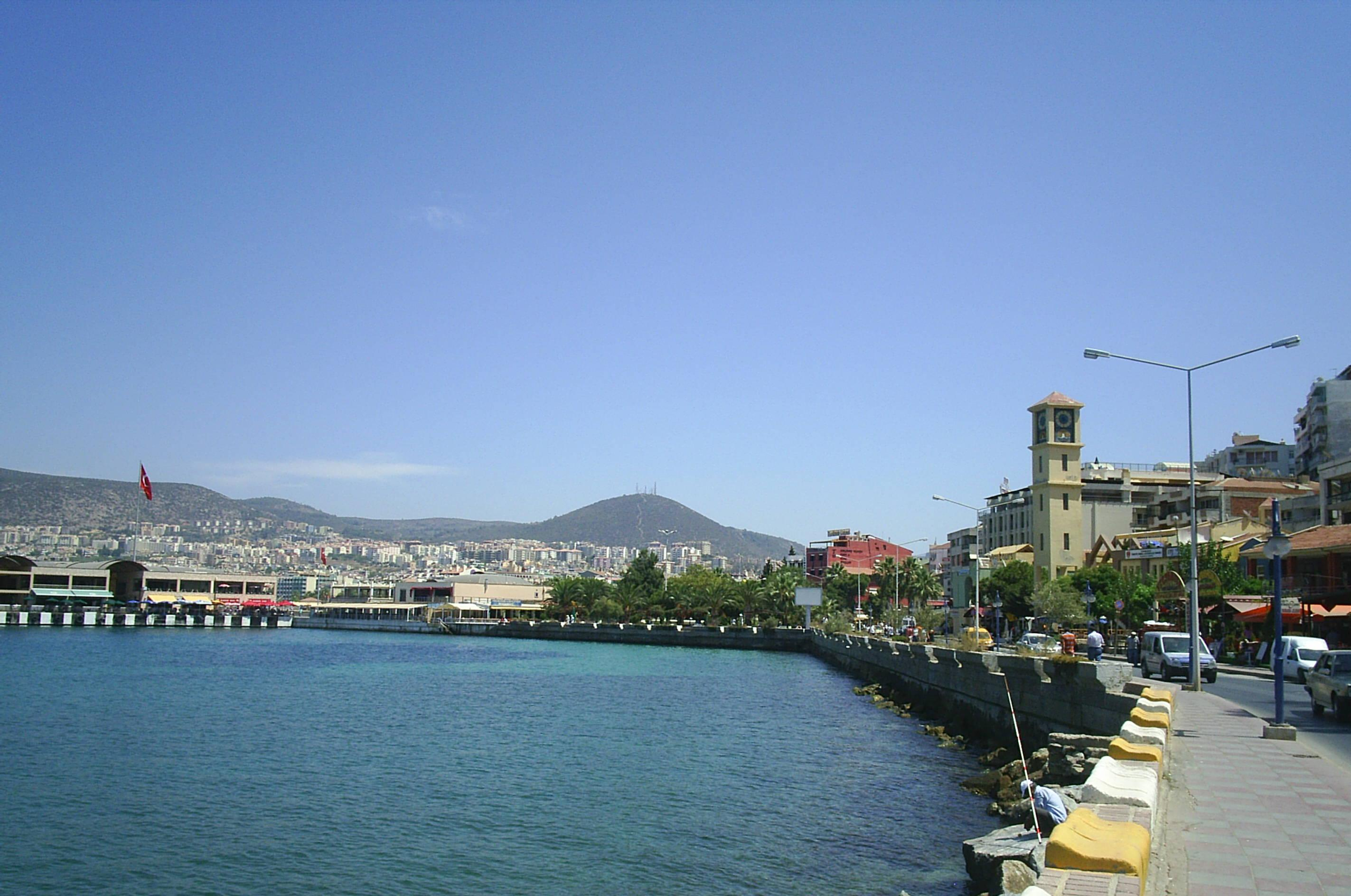
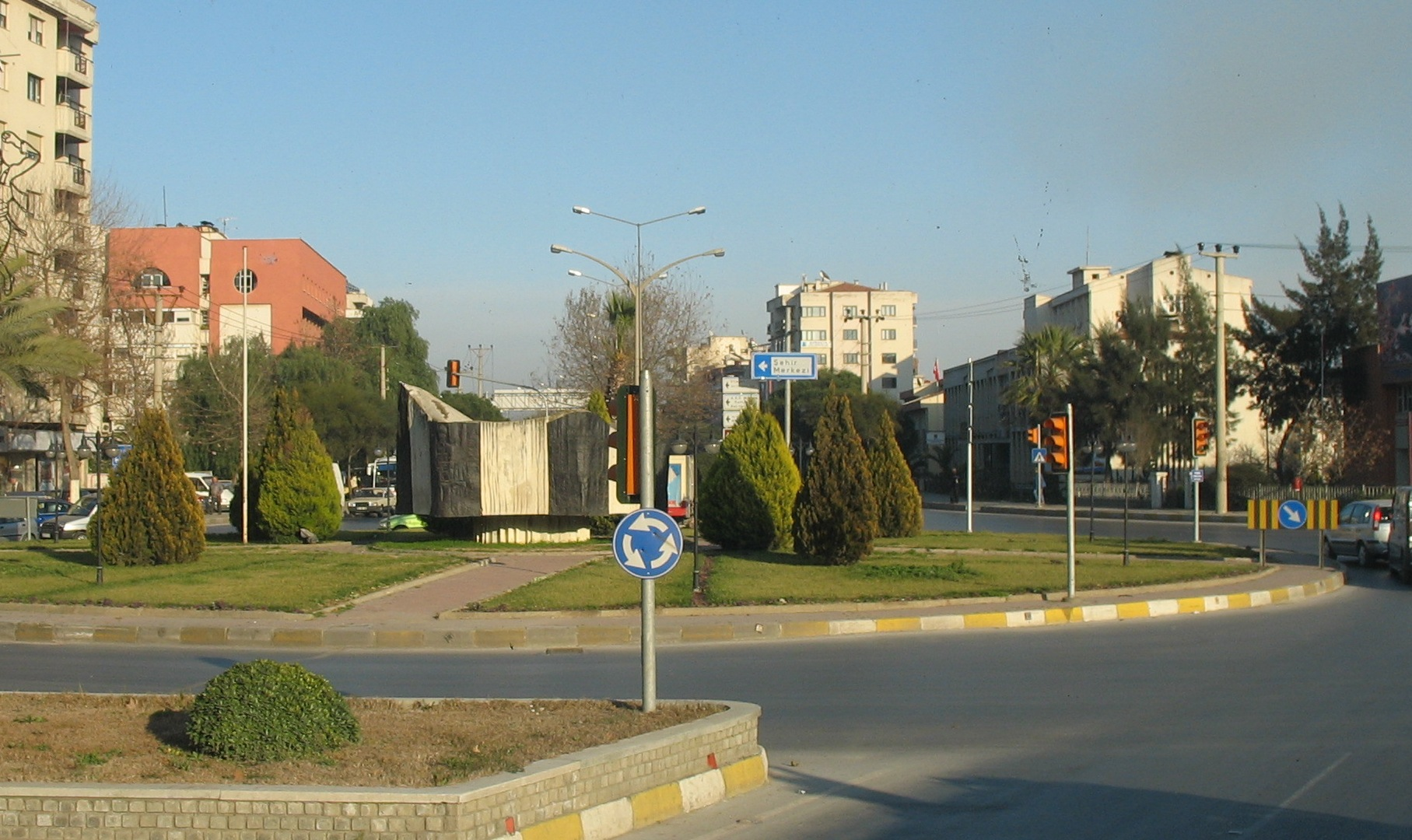
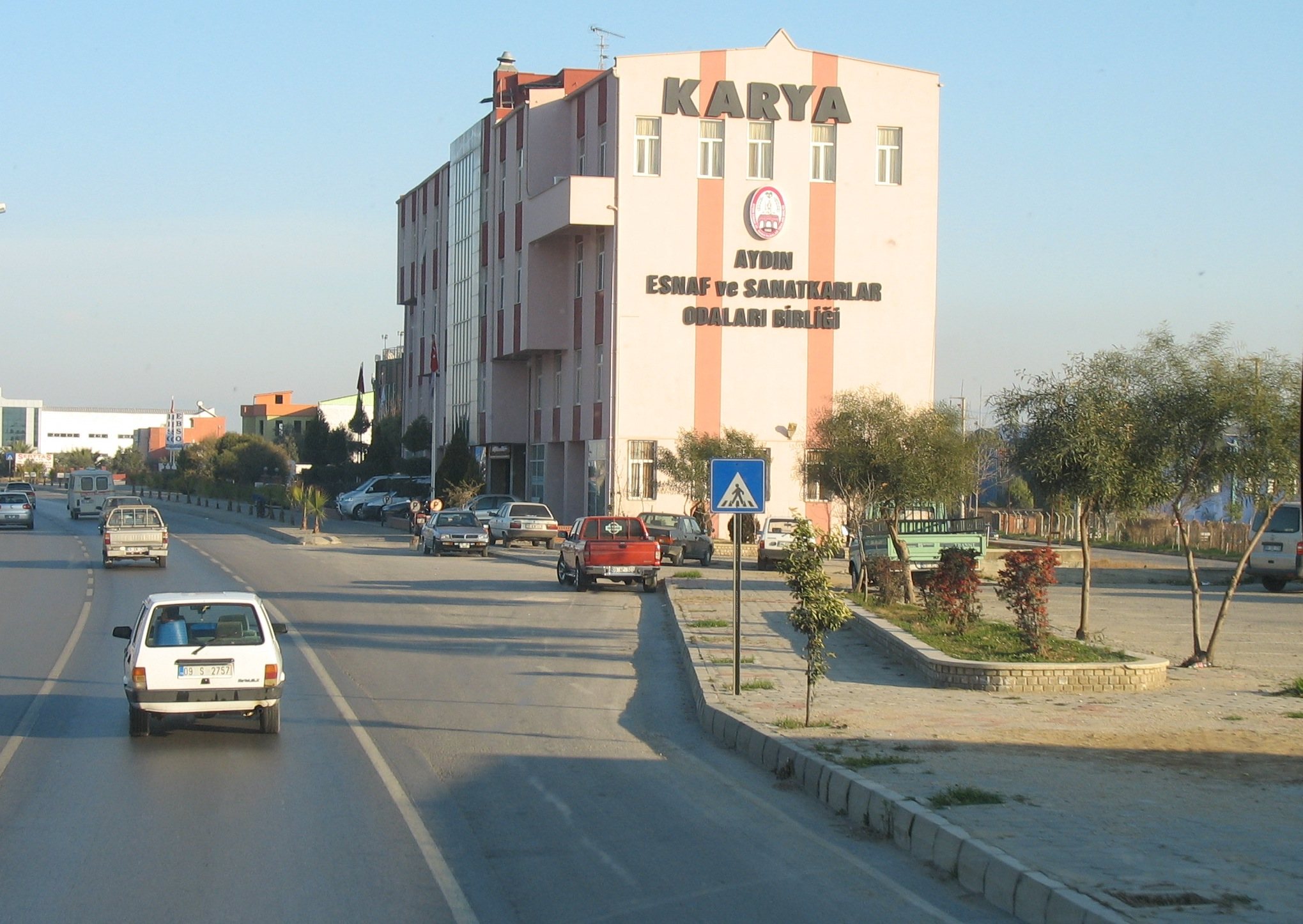